# المحافظ (أولاد عبد الله)
المحافظ هو دُوَّار يقع بجماعة الطلوح، إقليم الرحامنة، جهة مراكش آسفي في المملكة المغربية. ينتمي الدوّار لمشيخة أولاد عبد الله التي تضم 4 دواوير. يقدر عدد سكانه بـ 1134 نسمة حسب الإحصاء الرسمي للسكان والسكنى لسنة 2004.

## روابط خارجية
- البوابة الوطنية للجماعات الترابية
- المندوبية السامية للتخطيط